# 경기화성교육도서관
경기화성교육도서관은 경기도 화성시 향남읍 소재의 도립 도서관이다.